# Базылев, Николай Иванович
Николай Иванович Базылев (укр. Микола Іванович Базилєв, 2 (15) февраля 1914, Юзовка — 27 апреля 1988, Киев) — советский украинский живописец и график.

## Биография
В 1931—1940 годах учился в Киевском художественном институте (ныне Национальная академия изобразительного искусства и архитектуры) у Фёдора Кричевского и Карпа Трохименко.
Участник Великой Отечественной войны. Отмечен боевыми и государственными наградами.
С 1945 участвовал в областных, республиканских и всесоюзных выставках. Работал в жанрах плаката, портрета и пейзажа. Произведения хранятся в Художественном фонде Украины, Национальном историческом музее, Львовском художественном музее. Сын Сергей Базылев — тоже художник.

## Произведения
- «Танковая атака в с. Лысянка» (1947, в соавторстве).
- «На отдыхе» (1948).
- «У прямого провода» (1950—1952).
- «Пархоменко» (1958).
- «Шевченко в Москве» (1960).
- «На каток» (1963).
- «Память» (1983).
- «Дорогами войны» (1984).
- «С победой домой» (1985).